# 艾伦·凯利
厄尔·艾伦·凯利（英語：Earl Allen Kelley，1932年12月24日—2016年8月13日），美国篮球运动员，曾代表美国参加参加1960年夏季奥运会男子篮球比赛，并获得金牌。
他是1952年夏季奥运会男子篮球比赛金牌得主迪安·凯利的兄弟。 